# Mel (téléfilm)

Mel est un téléfilm américain réalisé par Joey Travolta, diffusé en 1998.

## Synopsis
Dans le Nord-Ouest californien, tout le monde connaît la légende du lac Swanson. Sur les bords du lac, un vieil ermite garde secrète l'existence de Mel, une tortue géante. Lorsque ses deux petits-fils quittent la Californie pour passer l'été dans son petit village, ils découvrent avec enchantement ce secret. Seulement un voisin projette de kidnapper Mel pour l'inclure dans son parc d'attractions, pensant s'enrichir considérablement.

## Fiche technique
- Titre original : Mel
- Titre alternatif : Mel la tortue
- Réalisation : Joey Travolta
- Scénario : Richard Cohen
- Photographie : Brian Cox
- Musique : Chris White
- Pays : États-Unis
- Durée : 97 min

## Distribution
- Ernest Borgnine : Grandpa
- Julie Hagerty : Bonnie
- Bug Hall : Travis
- Jack Scalia : Bailey Silverwood
- Greg Evigan : Peter
- Josh Paddock : Roger
- John Green : technicien
- George Yager : Shériff Edgewood
- Paul Sampson : Matt Henderson
- Vanessa Lee Evigan : Susie